# Puyo Pop Fever
Puyo Pop Fever ou Puyo Puyo Fever au Japon (ぷよぷよフィーバー, Puyo Puyo Fībā?) est un jeu vidéo de puzzle développé par Sonic Team et édité par Sega pour le système d'arcade 
NAOMI GD-ROM , le jeu fait partie de la série de jeux vidéo Puyo Puyo, c'est aussi le seul jeu de la série après Puyo Pop à sortir également en Amérique du Nord et en Europe, si on ne compte pas Kirby's Ghost Trap et Dr. Robotnik's Mean Bean Machine et avant Puyo Puyo Tetris. En dehors du Japon, le jeu a été édité par Sega sur les versions Nintendo GameCube, PlayStation 2 et Xbox, Atlus sur la version Nintendo DS et THQ sur la version Game Boy Advance. les versions Xbox et PSP n'ont jamais été commercialisées en Amérique du Nord.
Une suite sortie au Japon s'appelle Puyo Puyo Fever 2.

## Système de jeu
Le gameplay est presque le même que celui de Puyo Puyo, dans ce jeu, Il existe 4 type de pièces, celle composées de 2 Puyo de couleur différente ou de même couleur, celle composées de 3 Puyo de même couleur, celle composées de 4 Puyo qui contient deux couleurs différente chacun, et un Puyo géant qui peut changer de couleur des quatre puyos.
Il existe aussi un mode fièvre, une attaque de puyo gris bloqué par un joueur augmente la jaune de fièvre, dès qu'elle est pleine, le joueur passe en mode fièvre, dans ce mode, des chaînes de Puyo au hasard tombent de l'écran et le joueur doit placer la bonne pièce de Puyo au bon endroit pour déclenché ces chaînes, cependant, le temps du mode fièvre est limité, le temps de base du mode fièvre par défaut est de 15 secondes, elle augmente d'une seconde si l'adversaire a bloqué une attaque.
En faisant un All clear (quand on a supprimé tous les Puyo de l'écran), une chaîne de Puyo au hasard tombe de l'écran, comme si on est dans le mode fièvre.

## Mode de jeu
Le Mode Puyo Pop Simple contient 3 Modes histoire, Parcours RunRun, Parcours WakuWaku et Parcours HaraHara ainsi que le mode Bataille libre
Le Mode Puyo Pop Double est le mode deux joueurs du jeu.
Le Mode Puyo Pop Libre est le mode sans fin du jeu, il contient trois Modes de jeu, le mode fièvre où on doit faire des chaines pour prolonger le temps, le mode mission où on doit accomplir chaque mission qui nous a été confiée et le mode Original qui est le mode simple du jeu.
Le mode Option qui configure le jeu.
Sur Game Boy Advance, Nintendo DS et Dreamcast, il existe le mode Puyo pop Multiple qui est un mode quatre joueurs (et huit joueurs sur DS) et qui permet de faire des batailles par équipe.

## Histoire
Dans l'histoire principale du jeu, Mme Accord a perdu sa canne volante, une sorte baguette magique, et a une récompense pour l'étudiant qui peut le trouver. Le joueur y incarne Amitie dans les Parcours RunRun et WakuWaku, Raffine dans le Parcours HaraHara. Le joueur va devoir affronter d'autres personnages pour pouvoir avancer dans le jeu. à la fin du Parcours HaraHara, on remarque qu'en réalité, Accord n'a jamais réellement perdu sa canne volante. Raffine va ensuite révéler le secret de Popoi, mais ça n'a pas été le cas, car elle se fait assommé par Mme Accord, du fait qu'elle ne se rappelle plus l'incident de la canne volante. Elle reprend conscience à proximité de l'école où Amitie et ses amis la félicitent.

## Personnages
Chaque personnage a ses propres caractéristiques et son ordre de pièces de puyo.

### Amitie [アミティ]
Amitie est une jeune fille aventureuse  qui fréquente l'école de magie avec Raffine et le reste des élèves.  Elle porte un grand chapeau en forme de Puyo rouge et elle est la première à se lancer dans la quête pour trouver la canne d'Accord. Amitie est un personnage équilibré, idéal pour les débutants, elle est utilisée pour les deux premiers parcours, son nom est dérivé du mot Amitié.

### Raffine [ラフィーナ]
Raffine est une jeune fille snob d'une famille riche, rival d'Amitie. Elle prétend battre Amitie et espère trouver la canne avant elle afin de gagner le respect de l'Accord, qui est le seul élève qui parvient à démasquer que la recherche de la canne est en fait un test et que Popoi se fait passer pour le prince des ténèbres. Elle s'exclame souvent par des mots français, même son nom propre est dérivé de Raffiné qui est lui-même français.

### Rider [リデル]
Rider est une fille avec de grandes oreilles et des cheveux verts. Elle est timide, de ce fait elle ne peut pas s'empêcher de bégayer, elle possède une paire de corne cachée par ses cheveux. Elle a le pouvoir du tonnerre, de la foudre et des étincelles, portant tous des noms italiens.

### Klug [クルーク]
Klug est l'élève le plus intelligent de la classe d'Amitie et Raffine. Vêtu de violet, il porte des lunettes. On raconte qu'il est possédé par un démon en raison de son rire diabolique. Son nom est dérivé du mot allemand qui signifie intelligent.

### Oshare Bones [おしゃれコウベ]
Oshare Bones est un squelette suivant les étapes de Skele-T. Il pense souvent à la mode de lui-même, et tente de réprimer ceux qui ne sont pas, selon lui, aussi élégant que lui.

### Dongurigaeru [どんぐりガエル]
Dongurigaeru est une grenouille. La partie inférieure de son corps à la forme d'un chapeau de gland. Il rebondit partout et de ce fait a souvent tendance à tomber. Il ne dit jamais autre chose que "croa" ("Ribbit" en anglais, "kero" en japonais)

### Onion Pixy [おにおん]
Onion Pixy a un corps d'homme des cavernes et une tête d'oignon. Il dit des choses incompréhensibles, particulièrement "boing" et "onion" ("on" en japonais). Il tient une massue à pic sur sa main, il vaudrait mieux ne pas le mettre en colère.

### Prince of Ocean [さかな王子]
Nommé "Ocean Prince" dans la version DS, Prince of Ocean est prince poisson pensant qu'il est un roi. Il est un peu prétentieux et considère tout le monde comme des paysans vu qu'il croit que tout le monde devrait obéir ses ordres. Il ne tolére pas un comportement différent.

### Frankensteins [こづれフランケン]
Frankenstein père (Frankendad) et Frankenstein fils (Frankenkid) sont deux Frankenstein, le père fait des grognements et ne dit que les mots "Ami" et "Finit". Le fils le traduit en disant avant chaque traduction "papa dit".

### Yu [ユウちゃん]
Yu est une jeune fille fantôme qui adore danser. Yu est dérivée de la première partie de Yurei (幽 霊), le mot japonais pour « fantôme ». Dans le doublage anglais, elle a l'habitude de toujours crier : « Yes, indeedy! »

### Tarutaru [タルタル]
Tarutaru est le plus fort des élèves de la classe, il est amoureux de Raffine.

### Hohow Bird [ほほうどり]
Hohow Bird est un drôle d'oiseau, qui est en fait un poulet. Il est arrogant et horriblement prétentieux. Il emploie fréquemment ses deux expressions : "mmm-hmm" et "uh-huh".

### Ms. Accord [アコール先生]
Accord est le professeur de la classe de magie d'Amitie. Elle a comme animal de compagnie son chat Popoi. La plupart de ses attaques sont des mots italiens traitant de la musique, comme allegro.

### Arle [アルル]
Arle est l'héroïne originale des précédentes Puyo Puyo, elle fait un retour dans ce jeu en tant que personnage secondaire qui a été «séparé» de son propre univers Puyo Puyo. Elle ne possède que des pièces composées de 2 Puyo.

### Popoi [ポポイ]
Popoi est chat diabolique, c'est l'animal qu'Accord porte autour d'elle. Il est aussi le boss du jeu. La relation entre les deux est pratiquement inconnue, et il est largement admis que l'un contrôle l'autre. Il préfère être appelée "Prince des Ténèbres."

### Carbuncle [カーバンクル]
Carbuncle est le compagnon d'Arle, il dit seulement "Ta-da" ou "guu", habituellement en japonais, c'est un autre boss du jeu. Si le joueur finit le parcours HaraHara avec moins de 4 Fevers ou plus de 12 Fevers sans utiliser de Continue, il affrontera Carbuncle à la place de Popoi.